# 纽约人寿保险大厦
纽约人寿保险大厦（New York Life Insurance Building, New York），位于纽约市曼哈顿麦迪逊大道51号，是纽约人寿保险公司的总部所在地。